# Francisco Leocata

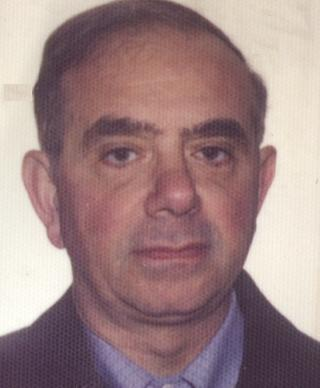
Francisco Leocata

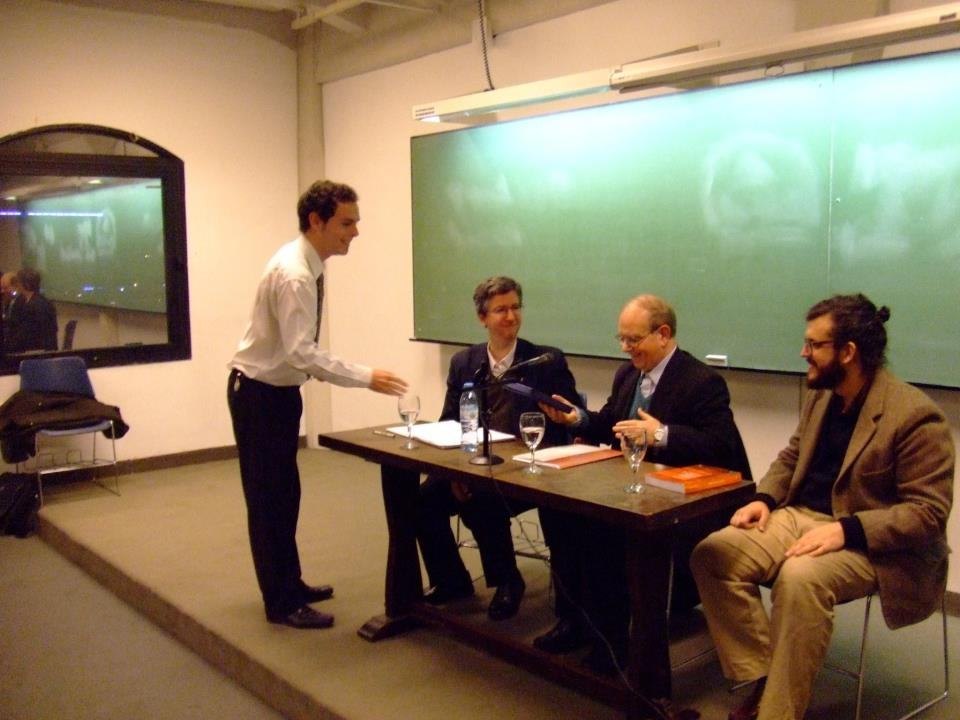
Homenaje a Francisco Leocata - XXV Semana de la Filosofía UCA

Francisco Leocata (Catania, Italia, 28 de julio de 1944-Buenos Aires, 9 de enero de 2022) fue un filósofo e historiador de la filosofía y sacerdote católico argentino (sdb). Se desempeñó como profesor emérito en la facultad de Filosofía y Letras de la Universidad Católica Argentina ocupando las cátedras de Historia de la filosofía moderna y Filosofía del lenguaje. Publicó más de una decena de libros sobre filosofía y educación junto con numerosos artículos científicos. Fue uno de los principales exponentes del pensamiento católico en la Argentina.

## Reseña biográfica
Francisco Leocata nació el 28 de julio de 1944 en Catania, provincia de Italia. De muy pequeño emigró a la Argentina junto a su familia y, al poco tiempo, ingresó al Seminario de los Padres Salesianos. Allí recibió una formación humanística y filosófica de enfoque neo-escolástico. Entre las influencias más importantes de este primer período se destacan pensadores como Gilson, Jacques Maritain, Cornelio Fabro y Maréchal; entre otros. Entre 1967 y 1971 permaneció una estadía en la Universidad Pontificia Salesiana donde realizó estudios teológicos. Tras su regreso se inscribió en la Universidad Católica Argentina alcanzando su primer contacto con la fenomenología. En 1976 fundó y dirigió durante más de una década el profesorado "Don Bosco" especializado en Filosofía y Ciencias de la Educación. Su vida estuvo abocada tanto a la docencia como a la investigación en múltiples ámbitos de la filosofía. Es reconocido por sus colegas como un eximio historiador de la Filosofía en Argentina, sin embargo también se ha dedicado a la historia de la filosofía moderna, la filosofía del lenguaje y la educación. Su pensamiento más original se encuentra en sus últimas publicaciones. Allí el autor presenta una síntesis propia entre el tomismo y la fenomenología de Edmund Husserl que lo ubican entre las figuras más importantes de la filosofía actual.

## Obras
- Del iluminismo a nuestros días. Síntesis de las ideas filosóficas en relación con el cristianismo, Buenos Aires, Ediciones Don Bosco, 1979. [2.ª ed.,Buenos Aires, Docencia,2012]
- La vida humana como experiencia del valor. Un diálogo con Louis Lavelle, Buenos Aires, Centro Salesiano de Estudios, 1991.
- Las ideas filosóficas en Argentina. Etapas históricas I, Buenos Aires, Centro Salesiano de Estudios, 1992.
- Las ideas filosóficas en Argentina. Etapas históricas II, Buenos Aires,Centro Salesiano de Estudios, 1993.
- El problema moral en el siglo de las luces. El itinerario filosófico de G. S. Gerdil, Buenos Aires, EDUCA, 1995.
- Los valores. Una propuesta en el marco de la Ley Federal de Educación, Buenos Aires, Cesarini, 1995.
- El conocimiento y la educación hoy, Buenos Aires, Ediciones Don Bosco-Consudec, 1996.
- La educación y las instituciones, Buenos Aires, Ediciones Don Bosco, 2001.
- Persona, lenguaje, realidad, Buenos Aires, EDUCA, 2003.
- Los caminos de la filosofía en la Argentina, Buenos Aires, Centro Salesiano de Estudios, 2004.
- Estudios sobre fenomenología de la praxis, Buenos Aires, Centro Salesiano de Estudios, 2007.
- Filosofía y ciencias humanas. Para un nuevo diálogo interdisciplinario, Buenos Aires, EDUCA, 2010.
- La vertiente bifurcada: La primera modernidad y la ilustración, Buenos Aires, EDUCA, 2013.

## Artículos
- “El substrato filosófico de la teología de J. B. Metz”: Sapientia 34 (1979) 83-100.
- “Pasión e instinto en B. Pascal”: Sapientia 39 (1984) 37-62.
- “Implicaciones pedagógicas en la fenomenología de Husserl": Revista del instituto de investigaciones educativas 49 (1985) 35-56.
- “Verdad y razón en los primeros escritos de Gerdil”: Salesianum 1 (1987) 65-103.
- “El hombre en Husserl”: Sapientia 42 (1987) 345-370.
- “La filosofía cristiana en el contexto filosófico actual”: Proyecto 3 (1991) 53-70.
- “Sciacca, pensador de un tiempo indigente”, Estrato de Michele Federico Sciacca e la filosofía Oggi, Atti del Congreso Internazionale, (1995) Roma, 5-8 aprile, 573-583.
- “Malebranche y el 'libertinage érudit'”: Sapientia 52 (1997) 41-74.
- “Pascal y la crisis de la razón”: Sapientia 55 (2000) 55-86.
- “Idealismo y personalismo en Husserl”: Sapientia 55 (2000) 397-429.
- “Esencia y destino de la modernidad en Hegel”: Sapientia 56 (2001) 139-174.
- “Modernidad e ilustración en los primeros escritos de Nietzsche”: Sapientia 56 (2001) 435-444.
- “El argumento ontológico en Malebranche”: Epimeleia 11 (2002) 57-78.
- “Modernidad e ilustración en J. Habermas”: Sapientia 57 (2002) 235-270.
- “La racionalidad moderna y la fenomenología de Husserl”: Sapientia 58 (2003) 245-301.
- “Ideas iusfilosóficas de la ilustración”: en C. Sánz (ed.) La codificación:Raíces y perspectivas. El código Napoleón, I, Buenos Aires, EDUCA, 2003, 59-78.
- “Dimensión temporal y dimensión trascendente del hombre”: Recrear el humanismo cristiano (2005) Buenos Aires, San Pablo, 75-102.
- “San Agustín y la modernidad”: Persona y cultura 6 (2006) 76-93.
- “Persona y ser moral en Rosmini”: en La filosofía cristiana de Rosmini, Actas del congreso internacional de Filosofía, Buenos Aires, UCA (2006) 23-42.
- “Libertad y ley”: en Juan Cruz Cruz (ed.) La gravitación moral de la ley según Francisco Suárez, Pamplona, EUNSA, 2009, 43-60.
- “Conexión entre lo moral y la política de Suárez”: en Juan Cruz Cruz (ed.) Ius et virtus en el siglo de oro, Pamplona, EUNSA, 2009, 19-36.